# Доменіко Ванделлі (картограф)
Доменіко Ванделлі (італ. Domenico Vandelli, Кастельветро-ді-Модена, 1 березня 1691 — Модена, 21 липня 1754) — італійський учений, картограф і математик.

## Біографія
Ванделлі, виходець зі знатної моденської родини , яка традиційно займалася культурою та наукою , у молодому віці захопився класичними, літературними, науковими та інженерними студіями завдяки видатним викладачам, з якими він мав можливість навчатися. Він навчався класично та науково, одночасно продовжуючи свою церковну кар’єру, навчаючись у єзуїтів, потім ставши абатом, працював у Студії Естенсе імені Сан-Карло; пізніше, перейшовши до університету, він присвятив себе філософії, математиці та теології, маючи таких важливих вчителів, як математик Доменіко Корраді з Австрії та історик і вчений Людовіко Антоніо Мураторі, з якими він завжди підтримував контакти і з яким він часто співпрацював на літературному рівні.

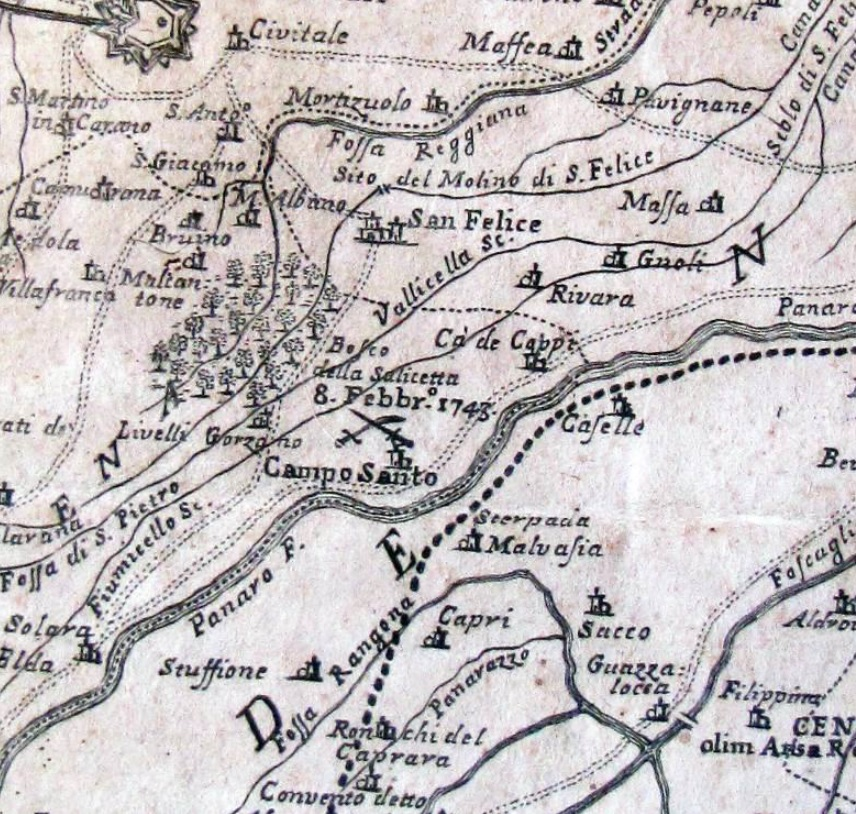
Доменіко Ванделлі, Карта території Модени 1746. Деталь із зазначенням битви при Кампосанто.

У 1746 році він опублікував важливе представлення карти, відому як Хартія штатів найсвітлішого лорда герцога Моденського, із зазначенням основних доріг і частини навколишніх володінь; Статут був вигравіруваний на міді у Феррара відомим феррарським друкарем Андреа Больцоні та супроводжувався великою пояснювальною легендою про процедури, дотримувані для його виготовлення. Складений у масштабі 1:200 000, він сповнений імен і топографічних деталей, а також орографією, представлену високотехнічним, а не просто художнім штрихуванням, як це було прийнято в той час. Він досі вважається одним із найкращих картографічних творів 18 століття.